# Joan Carles Garcia Guillamon
Joan Carles Garcia Guillamon és un polític català, Diputat al Parlament de Catalunya durant la Tretzena legislatura. És alcalde d'Alfarràs des de 2019.
Llicenciat en Dret, Criminòleg Superior per la Universitat de Barcelona. Es va presentar a les eleccions al Parlament de Catalunya de 2021, sent escollit diputat per la circumscripció electoral de Lleida amb Junts per Catalunya. Al Parlament va formar part de les comissions d'agricultura, d'interior i de justícia. Va renunciar al càrrec el 18 de gener de 2022, sent rellevat per Jeannine Abella, per centrar-se en la gestió municipal. A les eleccions municipals de 2023 fou reescollit alcalde, amb un 67% dels vots.